# Psicologia dei gruppi
La psicologia dei gruppi è una disciplina che studia la relazione degli individui all'interno di un gruppo psico-sociale. È una branca della psicologia sociale che si afferma negli Stati Uniti agli inizi del XX secolo.
Kurt Zadek Lewin (1890-1947) è stato il primo autore a esplorare gli studi sugli aspetti "sul" e "di" gruppo. Attraverso approcci sperimentali, Lewin ha analizzato varie dinamiche di gruppo e ha contribuito a delineare il loro significato socio-psicologico.

## Caratteristiche generali dei gruppi
Un gruppo rappresenta un sistema strutturato in cui due o più individui si uniscono, condividendo un significato comune e una valutazione di sé e perseguendo obiettivi condivisi.
Secondo Lewin, un gruppo rappresenta un ambiente in cui le persone si uniscono per formare una totalità. Questa totalità presenta caratteristiche particolari e qualitative che si distinguono da quelle dei singoli individui. L'obiettivo principale per la coesione e la formazione di un gruppo consiste nel raggiungere un equilibrio armonioso tra le dinamiche interne e l'interazione con il contesto esterno.
La presenza del gruppo è fondamentale per l'esistenza degli individui e le diverse realtà danno luogo a differenti gruppi.
L'iniziazione al gruppo è spesso contraddistinta da un rituale la cui funzione è simbolica: delineare in modo più chiaro chi fa parte del gruppo e chi non ne fa parte.
I gruppi sono in reciproca interazione, sono psicologicamente consapevoli della presenza di altri gruppi e percepiscono sé stessi come gruppi.

### Tipi di gruppi
A seconda del contesto, si presentano due tipi di gruppi, i gruppi primari e i gruppi secondari.
I gruppi primari  sono costituiti da un numero limitato di persone che interagiscono immediatamente, in modo diretto e personale (contatto face to face).
Il gruppo secondario è composto invece da un numero elevato di membri le cui relazioni sono neutre. Inoltre, in questo tipo di gruppo i rapporti tra il singolo e gli altri membri del gruppo sono di tipo strumentale, ovvero funzionali al conseguimento di uno scopo comune.

### Struttura del gruppo psicologico
La struttura di un gruppo è determinata da due fattori fondamentali: lo status e il ruolo.
In un gruppo, il ruolo è un insieme di comportamenti associati a un membro del gruppo. Lo status è invece la posizione che un individuo occupa all'interno del gruppo e in una scala di prestigio. Per determinare lo status dei membri si valutano diversi indicatori, come per esempio la tendenza a promuovere iniziative. Grazie ai processi di confronto gli individui sono in grado di effettuare una valutazione delle loro abilità relazionandosi con i membri.
In alcune situazioni il gruppo può anche essere controllato da un solo leader.
I leader sono coloro che possiedono caratteristiche specifiche che possono aiutare o non aiutare il gruppo al raggiungimento di un determinato obiettivo. Il processo per mezzo del quale il leader acquisisce influenza può dipendere da vari fattori come l'identificazione con il gruppo, la conformità alle norme del gruppo e la competenza rispetto all'evento.
Un altro aspetto cruciale è rappresentato dai canali di comunicazione del gruppo, i quali possono essere differenti ma rilevanti affinché tutto il gruppo comprenda a fondo gli obiettivi.

## Coesione nei gruppi
Tra gli aspetti più comuni della formazione del gruppo è presente l'esperienza di uno stesso destino, ovvero rendersi conto che i propri risultati sono legati a quelli del resto del gruppo.
Una distinzione fondamentale nella psicologia dei gruppi è quella tra comportamenti diretti al raggiungimento dell'obiettivo e quelli in comune con i sentimenti verso gli altri all'interno di un gruppo.
Infatti la coesione di un gruppo è definita come una somma tra attrazione interpersonale fra i membri, ma ha a che fare anche con l'idea o il tipo del gruppo. La coesione può quindi essere associata a diversi fattori.
Le variabili che possono influenzare il grado di coesione sono:
- affinità interpersonali
- condivisione di obiettivi (principi e valori)
- azione collettiva
- tipologia e caratteristiche del gruppo
- organizzazione del gruppo e distribuzione di ruoli
- leadership
- sentimento di appartenenza al gruppo

Vi sono prove che sia il miglioramento della prestazione a produrre coesione e non viceversa. Inoltre, tutti i gruppi sviluppano leggi o regole che definiscono i limiti dei comportamenti accettabili e non accettabili. Le norme forniscono uno strumento per mezzo del quale può essere regolato il comportamento di un determinato gruppo; ogni gruppo presenta delle regole che possono essere diverse o uguali a quelle di altri gruppi.

## Rapporto tra individui e gruppi
Gli studiosi hanno affermato che i gruppi psicologici sono ricondotti all'aggregazione tra i diversi membri. Gli individui possono in effetti comportarsi in modo differente a seconda dello stato in cui si trovano: da soli o in gruppi. È possibile rappresentare i diversi tipi di comportamento lungo una scala che ha ai suoi estremi le situazioni personali e le situazioni tra gruppi ben definiti.
Una folla può essere considerata come una forma elementare di un gruppo, secondo alcune teorie, ad esempio quella di Philip Zimbardo, formulata a seguito del celebre esperimento carcerario di Stanford del 1971, all'interno di una folla gli individui subiscono un processo di deindividualizzazione all'interno del quale il comportamento diviene antisociale, irragionevole e incontrollato.